# الكتل السياسية في البرلمان الأوروبي
تتكون الكتل السياسية في البرلمان الأوروبي من أعضاء البرلمان الأوروبي ذوي الآراء السياسية المماثلة. يميز البرلمان الأوروبي (EP) نفسه عن المؤسسات البرلمانية المشابهة من حيث أنه لا يتم تنظيمه من قبل الجماعات الوطنية ولكن من قبل الجماعات الأيديولوجية.
بشكل عام تتشكل الكتل السياسية من أعضاء في حزب أوروبي واحد أو أكثر. هناك أيضًا نواب لا ينتمون إلى أي حزب أوروبي.

## تكوين البرلمان الأوروبي في دورته التاسعة
| المجموعة | المجموعة                                               | الأحزاب الفرعية | القيادة                         | التاسيس | الأعضاء 2019 | التغير بعد البريكسيت | الأعضاء 2020 |
| --- | ------------------------------------------------------ | --- | ------------------------------- | ------- | ------------ | -------------------- | ------------ |
| | حزب الشعب الأوروبي (EPP)                               | - حزب الشعب الأوروبي (EPP) | مانفريد ويبر                    | 2009    | 182 / 751    | -0 +5                | 187 / 705    |
| | التحالف التقدمي للاشتراكيين والديمقراطيين (S&D)        | - حزب الاشتراكيين الأوروبيين (PES)                                                                                                   | ايراتكسه غارسيا                 | 2009    | 154 / 751    | -10 +3               | 147 / 705    |
| | تجديد أوروبا (Renew)                                   | - حزب تحالف الليبراليون والديمقراطيون من أجل أوروبا (ALDE) - الحزب الديمقراطي الأوروبي ‏ (EDP)                                        | داتشيان سيولو                   | 2019    | 108 / 751    | -17 +7               | 98 / 705     |
| | الهوية والديمقراطية (ID)                               | - حزب الهوية والديمقراطية ‏ (ID Party)                                                                                                | - ماركو زاني                    | 2019    | 73 / 751     | -0 +3                | 76 / 705     |
| | الخضر/التحالف الأوروبي الحر (Greens–EFA)               | - الحزب الأخضر الأوروبي (EGP) - التحالف الأوروبي الحر (EFA) - حزب القراصنة الأوروبي ‏ (PPEU) - فولت أوروبا ‏ (Volt)                    | - سكا كيلير - فيليب لامبرتس     | 1999    | 74 / 751     | -11 +4               | 67 / 705     |
| | المحافظون والإصلاحيون الأوروبيون (ECR)                 | - حزب المحافظون والإصلاحيون الأوروبيون ‏ (ECR Party) - الحركة السياسية المسيحية الأوروبية ‏ (ECPM)                                     | - رافاييل فيتو - ريزارد ليجوتكو | 2009    | 62 / 751     | -4 +3                | 61 / 705     |
| | اليسار المتحد الأوروبي-اليسار الأخضر النوردي (GUE-NGL) | - حزب اليسار الأوروبي (PEL) - تحالف اليسار الأخضر النوردي ‏ (NGLA) - الآن الشعب! ‏ (NTP!) - السياسة الحيوانية للاتحاد الأوروبي ‏ (APEU) | - مانون أوبري - مارتن شيرديفان  | 1995    | 41 / 751     | -1 +0                | 40 / 705     |
| | غير مرتبطين                                            | - التحالف من أجل السلام والحرية ‏ (APF) - مبادرة الأحزاب الشيوعية والعمالية ‏ (INITIATIVE)                                             | –                               | –       | 57 / 751     | -30 +2               | 29 / 705     |
| في كانون الثاني / يناير 2020 خرج 73 عضو في البرلمان الأوروبي عن المملكة المتحدة، وتم اختيار 36 عضواً إضافياً من أعضاء البرلمان الأوروبي من الدول الأعضاء المتبقية ليصل العدد الإجمالي إلى 705. |                                                        | |                                 |         |              |                      |              |